# Bocsárd
Bocsárd (szlovákul Bočiar) község Szlovákiában, a Kassai kerület Kassa-környéki járásában.

## Fekvése
Kassától 17 km-re, délre található.

## Nevének eredete
Neve a régi magyar bocsár (= kádár, pohárnok) főnévből ered.

## Története
Az Árpád-korban a bocsárok tárolták a várispánságok szőlőinek borát. A falut 1232-ben „Bolchart” néven említik először. Valamikor két részből álló várbirtok volt, melyet az Egres- (Bocsárd) patak választott el egymástól. A pataktól keletre a várnépek földje: Eszebocsárd, nyugatra pedig a várjobbágyok földje: Péterbocsárd feküdt. Templomát 1327-től említik. 1673-ban említik itt az Enyiczky udvarházat.
A 18. század végén Vályi András így ír róla: „BOCSÁRD. Elegyes falu Abaúj Vármegyében, földes Ura Báró Mesko Uraság, lakosai katolikusok, fekszik a’ Hernádhoz közel, Kassa Városához sem meszsze, határja termékeny, és fája mind a’ kétféle, az Uraságnak szomszéd helységeiben; de a’ réteknek, és a’ legelőnek kevés volta miatt, második Osztálybéli.”
Fényes Elek 1851-ben kiadott geográfiai szótárában így ír a faluról: „Bocsárd, orosz-tót falu, Abauj vármegyében, Enyiczkéhez délre 3 fertálynyira: 201 róm. kath., 281 g. kath., 1 zsidó lak. F. u. b. Meskó. Ut. p. Kassa.”
Borovszky Samu monográfiasorozatának Abaúj-Torna vármegyét tárgyaló része szerint: „Bocsárd 27 házzal és 159 tót ajku lakossal. Postája és távirója Enyiczke. Bocsárd jelenleg egyike a legigénytelenebb kisközségnek, pedig régi okmányok szerint már az Árpádházi királyok korában fennállott, mint Pel-Bocsárd és Sza-Bocsárd, melyeket az "Egras" pataka (a mostani Szakály-patak) választott el. Ma már csak a patak egyik oldalán áll község.”
A trianoni diktátumig Abaúj-Torna vármegye Kassai járásához tartozott, majd az új Csehszlovák államhoz csatolták. 1938 és 1945 között ismét Magyarország része.
1960-tól Abaújszakallyal együtt alkotta Hútniky községet. 1990-től újra önálló község.

## Népessége
| Év:            | 1994. | 2004.   | 2014.    | 2024.   |
| -------------- | ----- | ------- | -------- | ------- |
| Emberek száma: | 213   | 221     | 251      | 242     |
| Eltérés:       |       | +3,75 % | +13,57 % | -3,58 % |

| Év:            | 2023. | 2024.   |
| -------------- | ----- | ------- |
| Emberek száma: | 244   | 242     |
| Eltérés:       |       | -0,81 % |

1910-ben 146-an lakták.
2001-ben 223 lakosából 216 szlovák volt.
2011-ben 226 lakosából 222 szlovák volt.

## Nevezetességei
- Szent Imre tiszteletére szentelt, római katolikus temploma a 13. század végén épült gótikus stílusban. A 18. században klasszicista stílusban építették át.